# Дивинська сільська рада (Брусилівський район)
Дивинська сільська рада — колишня адміністративно-територіальна одиниця та орган місцевого самоврядування у Брусилівському районі Житомирської області з адміністративним центром у с. Дивин.

## Населені пункти
Сільській раді були підпорядковані населені пункти:
- с. Дивин

## Населення
Відповідно до перепису населення СРСР, станом на 17 грудня 1926 року, чисельність населення ради становила 2 094 особи, з них, за статтю: чоловіків — 1 034, жінок — 1 060; етнічний склад: українців — 2 094. Кількість господарств — 457, з них, неселянського типу — 2.
Відповідно до результатів перепису населення СРСР, кількість населення ради, станом на 12 січня 1989 року, становила 324 особи.
Станом на 5 грудня 2001 року, відповідно до перепису населення України, кількість мешканців сільської ради становила 324 особи.

## Склад ради
Рада складалася з 12 депутатів та голови.

## Керівний склад сільської ради
| ПІБ                         | Основні відомості                                                                         | Дата обрання | Дата звільнення |
| --------------------------- | ----------------------------------------------------------------------------------------- | ------------ | --------------- |
| Березовенко Тетяна Павлівна | Сільський голова, 1957 року народження, освіта, Партія промисловців і підприємців України | 26.03.2006   | 31.10.2010      |
| Святненко Леонід Матвійович | Сільський голова, 1948 року народження, освіта вища, безпартійний                         | 31.10.2010   |                 |

Примітка: таблиця складена за даними джерела

## Історія
Створена 1923 року в с. Дивин Брусилівської волості Радомисльського повіту Київської губернії. Станом на 17 грудня 1926 року на обліку числилися хутори Боклана та Царук-Васьків, котрі, на 1 жовтня 1941 року, не перебувають на обліку населених пунктів.
Станом на 1 вересня 1946 року сільська рада входила до складу Брусилівського району Житомирської області, на обліку в раді перебувало с. Дивин.
На 1 січня 1972 року сільська рада входила до складу Коростишівського району Житомирської області, на обліку в раді перебувало с. Дивин.
Припинила існування 28 грудня 2016 року через об'єднання до складу Брусилівської селищної територіальної громади Брусилівського району Житомирської області.
Входила до складу Брусилівського (7.03.1923 р., 4.05.1990 р.) та Коростишівського (30.12.1962 р.) районів.